# Police FC (Ruanda)
El Police F.C. es un equipo de fútbol de Ruanda que juega en la Primera División de Ruanda, la liga de fútbol más importante del país.

## Historia
Fue fundado en el año 2000 en la ciudad de Kibungo, aunque juega sus partidos de local en la capital Kigali, y es el equipo que representa a la Policía de Ruanda. Nunca ha sido campeón de Liga y ha ganado el título de Copa en una ocasión en 3 finales jugadas.
A nivel internacional ha participado en dos torneos continentales, en donde su mejor participación ha sido en la Copa Confederación de la CAF 2016, donde fue eliminado en la primera ronda por el Vita Club Mokanda de Congo-Brazzaville.

## Palmarés
- Copa de Ruanda: 1

2014/15
- - Finalista: 2

2010/11, 2011/12

## Participación en competiciones de la CAF
| Temporada | Torneo                       | Ronda      | Club              | Casa | Visita | Global |
| --------- | ---------------------------- | ---------- | ----------------- | ---- | ------ | ------ |
| 2013      | Copa Confederación de la CAF | Preliminar | LLB Académic      | 1-1  | 0-1    | 1-2    |
| 2016      | Copa Confederación de la CAF | Preliminar | Atlabara FC       | 3-1  | 1-2    | 4-3    |
| 2016      | Copa Confederación de la CAF | 1          | Vita Club Mokanda | 0-1  | 0-0    | 0-1    |
| 2024/25   | Copa Confederación de la CAF | 1          | CS Constantine    | 1-2  | 0-2    | 1-4    |